# Det østrig-ungarske kompromis
Det østrig-ungarske kompromis (tysk: Ausgleich, ungarsk: kiegyezés) er en aftale, der blev indgået i februar 1867 mellem Østrig og Ungarn som grundlag for dobbeltmonarkiet Østrig-Ungarn. Den blev underskrevet af Franz Joseph 1. af Østrig og en delegation fra Ungarn under ledelse af Ferenc Deák.
Kompromiset opstod i kølvandet på Østrigs nederlag i den preussisk-østrigske krig i 1866, hvor Østrig var tvunget til at løse problemerne med de mange nationaliteter i det østrigske kejserrige for at genoprette den indre ro i landet.
De tysktalende og ungarerne blev de to store befolkningsgrupper, som hver styrede deres halvdele af dobbeltmonarkiet, kun forenet gennem den fælles kejser-konge og de fælles udenrigs- og krigsministerier. Hvert af landene havde egen statsminister og parlament.